# كيرا سالاك
كيرا سالاك (بالإنجليزية: Kira Salak)‏ هي كاتبة ومغامرة أمريكية. ولدت في 4 سبتمبر 1971. وهي أيضا صحفية مشهورة برحلاتها إلى مالي وبابوا غينيا الجديدة. أصدرت كتابين عن القصص وكذلك كتابا عن القصص الخيالية معتمدة على رحلاتها، وهي أيضا محررة مساهمة في ناشونال جيوغرافيك (مجلة).

## سيرتها الذاتية

### بداية حياتها
ولدت كيرا في 4 سبتمبر 1971 في الضاحية الغربية من شيكاغو. كانت والدتها تعمل كنادلة بينما والدها كان يصلح أجهزة الحواسيب المركزية. حينما بلغت الثالث عشر من عمرها، قام والداها بإرسالها إلى مدرسة داخلية في بيفر دام (ويسكونسن)، حيث شاركت في أنشطة عبر البلدان واستطاعت أن تسجل رقم قياسي حينما كانت تبلغ 14 من عمرها. بالرغم من أنها بدأت في التدرب للماحكمات الوطنية والأولمبية، إلا أنها تركت هذه الرياضة وقررت السفر بدلا منه. حصلت على درجة البكالورويس في الكتابة والأدب والنشر من معهد إمرسون. ثم حصلت على درجة الماجستير في الكتابة الإبداعية (الخيال) من جامعة أريزونا. وفي عام 2004، تخرجت من جامعة ميسوري وهي حاصلة على درجة الدكتوراة في اللغة الإنجليزية؛ حيث كانت متخصصة في الشعر الأمريكي للقرن العشرين بالإضافة إلى أدب الرحلات.